# Tua Forsström
Tua Birgitta Forsström, née le 2 avril 1947  à Porvoo, est une poétesse finlandaise .

## Biographie
En 1966, Tua Forsström est diplômée de l'Université d'Helsinki où elle étudiait la littérature dans la section suédoise et a obtenu son baccalauréat ès arts en 1972. Elle travaille comme éditrice aux éditions Söderström & Co à Helsinki de 1973 à 1991. Elle est professeure d'art de 1999 à 2004.
Forsström est l'une des plus importantes poétesses de la Finlande de langue suédoise, son travail se compose de petits recueils délicats de poésie. Elle remporte de nombreuses récompenses pour son œuvre, notamment le grand prix de littérature du Conseil nordique, la médaille Pro Finlandia et le prix Finlande de l'Académie suédoise. En février 2019, elle est élue membre de l'Académie suédoise. Son travail a été traduit en danois, allemand, anglais, italien, finnois, français et néerlandais.
La toile de fond de la poésie de Tua Forsström est sa région d'origine, son Nyland bien-aimé, avec ses skerries, ses forêts et ses plages sur le golfe de Finlande. C'est là qu'elle est née et qu'elle vit toujours, même si elle a aussi un appartement dans la capitale finlandaise. Surtout connue comme poète, Forsström a également écrit des pièces radiophoniques, des pièces de chambre, des textes pour oratorios et une cantate.

## Prix et récompenses
- Prix de poésie de la radio suédoise - 1987
- Prix Edith Södergran - 1988
- Médaille Pro Finlandia - 1991
- Prix Göteborgs-Posten - 1992
- Prix de poésie Gérard Bonnier - 1993
- Prix Tollander - 1998, pour Efter att ha tillbringat en natt bland hästar
- Grand prix de littérature du Conseil nordique - 1998[3]
- prix de l'ours traduisant - 1999
- prix Bellman - 2003
- Prix Académie les Neuf - 2007
- Prix Nils Ferlin - 2019

## Ouvrages

### Poésie
- En dikt om kärlek och annat (1972)
- Där anteckningarna slutar (1974)
- Egentligen är vi mycket lyckliga (1976)
- Tallört (1979)
- September (1983)
- Snöleopard (1987)
- Ekenäs (1988; avec Vidar Lindqvist)
- Men även det som syns är vackert (1990)
- Marianergraven (1990)
- Parkerna (1992)
- Efter att ha tillbringat en natt bland hästar (1997)
- Där en mild vind från väster blåser (2004)

### Œuvres traduites en français
- Mais le chagrin est dialectique, trad. du suédois par C. G. Bjurström et Lucie Albertini, Paris, Éditions de La Différence, coll. « Littérature étrangère », 1989, 236 p.  (ISBN 2-7291-0392-9)